# Enyalioides annularis
Enyalioides annularis — вид ігуаноподібних ящірок родини шипохвостих ігуан (Hoplocercidae). Мешкає в Колумбії і Еквадорі.

## Поширення і екологія
Enyalioides annularis мешкають в передгір'ях Анд та у прилеглих низовинах на півдні Колумбії та на сході Еквадору. Вони живуть у вологих тропічних лісах, на висоті від 214 до 1100 м над рівнем моря. Риють нори глибиною до 3 м і шириною до 60 см. Відкладають яйця, в кладці 3 яйця.

## Збереження
МСОП класифікує цей вид як такий, що перебуває під загрозою зникнення. Enyalioides annularis загрожує знищення природного середовища.